# 洛伊布斯多夫 (莱茵兰-普法尔茨州)
洛伊布斯多夫（德語：Leubsdorf）是德国莱茵兰-普法尔茨州的一个市镇，隶属于新维德县。总面积10.22平方公里，截至2023年12月31日总人口为1,632人。